# 2018년 아시안 게임 정구
2018년 아시안 게임 정구는 인도네시아 팔렘방 자카바링 스포츠 시티의 테니스장에서 2018년 8월 28일부터 9월 1일까지 개최된다.

## 일정
정구 단식, 복식, 단체전이 남녀로 나뉘어 치러지며 혼성 복식 종목도 치러진다.

## 메달리스트
| 종목             | 금                                                                           | 은                                                                               | 동 |
| ---------------- | ---------------------------------------------------------------------------- | -------------------------------------------------------------------------------- | --- |
| 남자 단식 자세히 | 김진웅 대한민국 (KOR)                                                        | 알렉산더 엘버트 시에 인도네시아 (INA)                                            | 김동훈 대한민국 (KOR)                                                                                          |
| 남자 단식 자세히 | 김진웅 대한민국 (KOR)                                                        | 알렉산더 엘버트 시에 인도네시아 (INA)                                            | 프리마 심파티아지 인도네시아 (INA)                                                                             |
| 남자 단체 자세히 | 대한민국 정지현 김범준 김동훈 김진웅 김기성                                  | 일본 후네미즈 하야토 마루나카 다이메이 마스다 겐토 나가에 고이치 우에마쓰 도시키 | 인도네시아 알렉산더 앨버드 시에 구스티 자야 쿠수마 이르판디 헨드라완 M. 헤마트 박티 아누게라 프리마 심파티아지 |
| 남자 단체 자세히 | 대한민국 정지현 김범준 김동훈 김진웅 김기성                                  | 일본 후네미즈 하야토 마루나카 다이메이 마스다 겐토 나가에 고이치 우에마쓰 도시키 | 중화 타이베이 첸충웬 첸유순 궈쳰춘 린웨이치에 유카이웬                                                         |
| 여자 단식 자세히 | 다카하시 노아 일본 (JPN)                                                     | 쳉추링 중화 타이베이 (TPE)                                                       | 유위안이 중국 (CHN)                                                                                            |
| 여자 단식 자세히 | 다카하시 노아 일본 (JPN)                                                     | 쳉추링 중화 타이베이 (TPE)                                                       | 드위 라하유 피트리 인도네시아 (INA)                                                                            |
| 여자 단체 자세히 | 일본 한가이 미사키 하야시다 리코 구로키 루리카 오노우에 구루미 다카하시 노아 | 대한민국 백설 김지연 김영해 문혜경 유예슬                                        | 대한민국 찬치아신 청추링 황시위안 궈쳰치 리칭웬                                                                |
| 여자 단체 자세히 | 일본 한가이 미사키 하야시다 리코 구로키 루리카 오노우에 구루미 다카하시 노아 | 대한민국 백설 김지연 김영해 문혜경 유예슬                                        | 대한민국 펑지쉬안 류인 마위 왕유페이 유위안이                                                                  |
| 혼성 복식 자세히 | 중화 타이베이 유카이웬 청추링                                                | 대한민국 김기성 문혜경                                                           | 대한민국 김범준 김지연                                                                                         |
| 혼성 복식 자세히 | 중화 타이베이 유카이웬 청추링                                                | 대한민국 김기성 문혜경                                                           | 일본 우에마쓰 도시키 하야시다 리코                                                                             |